# Gladiolus oatesii
Gladiolus oatesii är en irisväxtart som beskrevs av Robert Allen Rolfe. Gladiolus oatesii ingår i släktet sabelliljor, och familjen irisväxter. Inga underarter finns listade i Catalogue of Life.